# Amara conflata
Amara conflata är en skalbaggsart som beskrevs av Leconte 1855. Amara conflata ingår i släktet Amara och familjen jordlöpare. Inga underarter finns listade i Catalogue of Life.